# Gebänderter Hainbuchen-Milchling
Der Gebänderte Hainbuchen-Milchling (Lactarius circellatus) ist ein Pilz aus der Familie der Täublingsverwandten. Er wird auch als Gebänderter Milchling oder Hainbuchen-Milchling bezeichnet. Der Pilz ist ein mittelgroßer bis ziemlich großer Milchling mit einem leicht schmierigen, grau-gezonten Hut und creme- bis ockerfarbenen Lamellen. Die Art ist ein Mykorrhizapilz der Hainbuche, die Fruchtkörper erscheinen zwischen Juni und Oktober.

## Merkmale

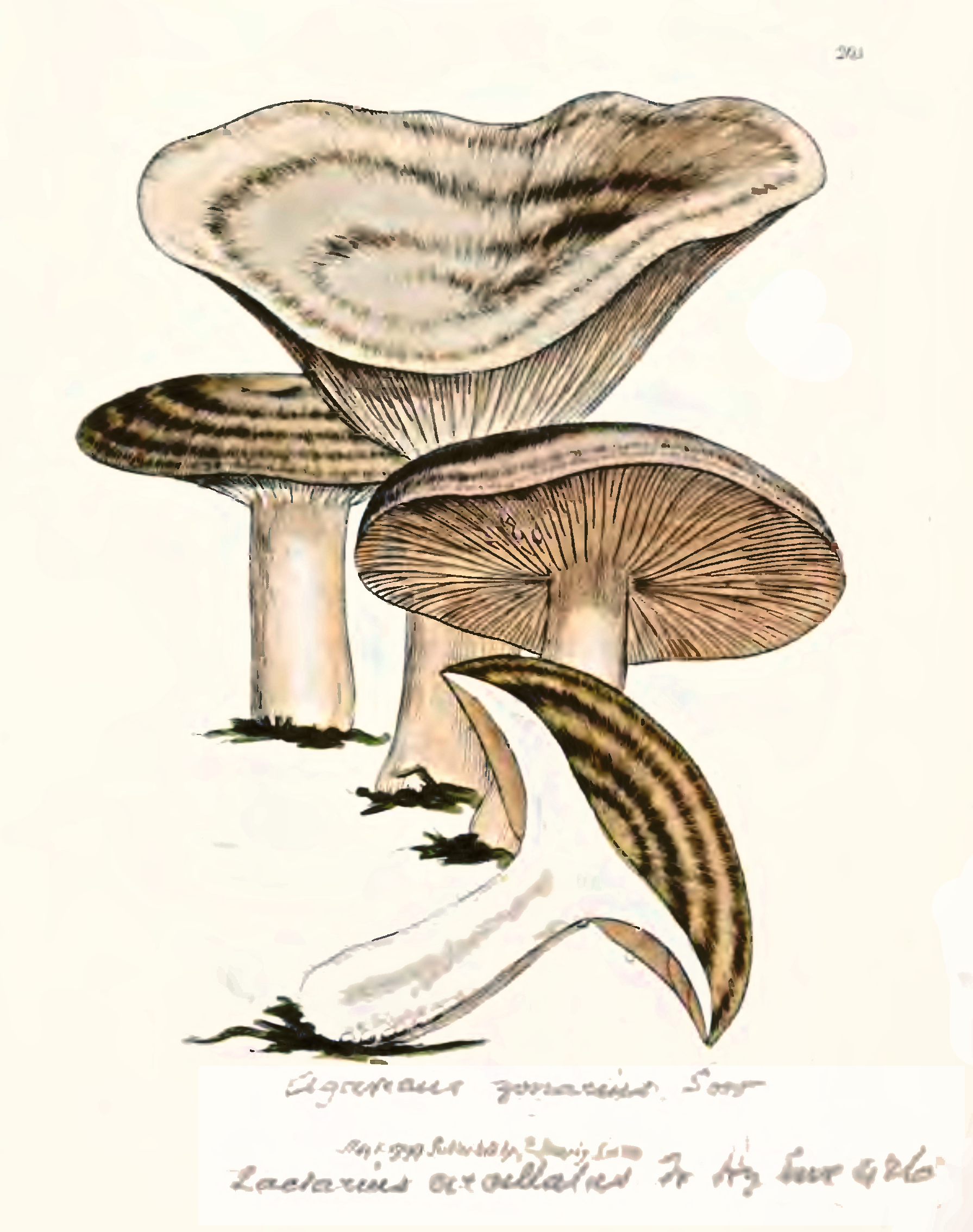

### Makroskopische Merkmale
Der Hut ist 3–7 (10) cm breit und bei jungen Fruchtkörpern flach konvex, später flach ausgebreitet und in der Mitte mehr oder weniger niedergedrückt. Die Hutoberfläche ist glatt bis schwach uneben und besonders zum Rand hin leicht feinschuppig. Bei Feuchtigkeit wird die Huthaut leicht schmierig. Der Hut ist grau und oft rosa oder lila getönt. Stellenweise ist er auch mehr oder weniger weiß bereift und in der Regel deutlich dunkler konzentrisch gezont. Im Alter können die Farben leicht ausblassen. Der Rand ist glatt und bleibt lange eingebogen.
Die ziemlich schmalen bis mittelbreiten Lamellen sind jung weißlich und später creme- bis ockergelb gefärbt. Sie sind relativ häufig gegabelt und schmal am Stiel angewachsen. Manchmal laufen sie auch mit einem Zahn am Stiel herab. Die Lamellenschneiden sind glatt und das Sporenpulver ist cremefarben.
Der zylindrische Stiel misst 2,5–4,5 × 1–2,5 cm. Er ist jung voll und später hohl. Die Stieloberfläche ist glatt bis fein längsfaserig. Junge Fruchtkörper haben einen cremefarben Stiel, der später im oberen Drittel ockergrau und in den unteren Dritteln rötlich-ocker wird und teilweise orangebraune Flecken bekommt.
Das Fleisch ist weiß und riecht angenehm würzig. Es schmeckt zuerst mild und angenehm, nach einer Weile aber etwas bitter oder zusammenziehend. Die Milch ist weiß und verfärbt sich langsam grünlich bis cremefarben. Auch mit KOH gilbt sie nicht oder kaum merklich. Ihr Geschmack ist bitterlich bis schärflich.

### Mikroskopische Merkmale
Die fast kugeligen bis breit elliptischen Sporen sind 6,6–7,0 µm lang und 5,3–5,8 µm breit. Der Q-Wert (Quotient aus Sporenlänge und -breite) ist 1,0–1,4. Das Sporenornament wird bis zu 1 µm hoch und besteht aus einzelnen Warzen und gratigen Rippen, die zebrastreifenartig angeordnet sind und nicht oder nur sehr vereinzelt zu offenen Maschen verbunden sind. Die isoliert stehenden Warzen sind oft gratig verlängert. Der Hilarfleck ist inamyloid oder teilweise amyloid. Die 40–46 µm langen und 9–10 µm breiten Basidien sind zylindrisch bis keulig und haben meist vier Sterigmen.
Die zahlreichen, 45–70 µm langen und 8–9 µm breiten Pleuromakrozystiden sind spindelig bis lanzettlich geformt. Auf den heterogenen Lamellenschneiden kommen neben den Basidien zahlreiche Cheilomakrozystiden vor. Diese sind spindelig bis zylindrisch oder schmal flaschenförmig und messen 25–55 µm × 5–9 µm. Ihre Zellwände sind manchmal leicht verdickt.
Die Huthaut (Pileipellis) ist ein verworrenes, 70–100 µm dickes Ixotrichoderm und besteht aus mehr oder weniger parallel liegenden sowie aufsteigenden, 2–6 µm breiten Hyphen und Hyphenfragmenten. In das gelifizierte Hyphengeflecht sind einzelne Lactiferen eingestreut.

## Artabgrenzung
Der Scharfe Hasel-Milchling (Lactarius pyrogalus) sieht sehr ähnlich aus. Er hat nahezu die gleiche Hut- und Lamellenfarbe und seine Sporen sind fast genauso ornamentiert. Er unterscheidet sich vom Gebänderten Hainbuchen-Milchling dadurch, dass bei ihm der Hut kaum oder nur andeutungsweise gezont und seine Huthaut deutlich schmieriger ist. Außerdem stehen seine Lamellen etwas weiter auseinander. Mikroskopisch unterscheiden sich die beiden Arten dadurch, dass die Pleuromakrozystiden beim Scharfen Hasel-Milchling deutlich länger sind. Der Scharfe Hasel-Milchling wächst meist in Haselnussgebüschen.
Die Fruchtkörper des Graugrünen Milchlings (Lactarius blennius) und des Braunfleckenden Milchlings (Lactarius fluens) können ebenfalls ähnlich aussehen. Beide haben aber etwas blassere Lamellen und ihre Sporen sind anders ornamentiert. Während der Graugrüne Milchling ein Begleitpilz der Rotbuche ist, wächst der Braunfleckende Milchling oft auch bei Hainbuchen. Sein Hut hat meist eine auffallende, weißliche Randzone. Auch die Huthaut des Graugrünen und des Braunfleckenden Milchlings ist etwas anders aufgebaut.

## Ökologie und Verbreitung

Verbreitung des Gebänderten Hainbuchen-Milchlings in Europa. Grün eingefärbt sind Länder, in denen der Milchling nachgewiesen wurde. Grau dargestellt sind Länder ohne Quellen oder Länder außerhalb Europas.

Die Art kommt auf nährstoffreichen, frischen Böden unter Hainbuchen vor, sowohl in Wäldern als auch in Gärten oder Parks. Die Fruchtkörper erscheinen einzeln bis gesellig von Juni bis Anfang Oktober.
Der Milchling wurde in Nordamerika (USA, Kanada), Nordafrika (Marokko), in Nordasien (Japan) und Europa nachgewiesen. In Europa ist der Milchling recht weit, aber meist nur zerstreut verbreitet. Es sieht so aus, als folge seine natürliche Verbreitung der Verbreitung seines Mykorrhizapartners.
In Deutschland und der Schweiz ist der Gebänderte Hainbuchen-Milchling selten, möglicherweise wird er aber oft nicht erkannt, beziehungsweise nicht vom Scharfen Hasel-Milchling unterschieden.

## Systematik
Der Gebänderte Hainbuchen-Milchling wird von M. Bon in die Sektion Pyrogali gestellt. Die Vertreter der Sektion haben feuchte, schmierige oder klebrige Hüte. Ihre Milch ist im Normalfall weiß und bleibt so. Beim Eintrocknen hinterlässt die Milch auf den Lamellen keine Flecken, gelegentlich kann aber eine leichte Gilbung oder Grünung auftreten. M. Basso und Heilmann-Clausen stellen die Art in die Untersektion Pyrogalini Singer, die ihrerseits in der Sektion Glutinosi Quel. steht. Der Gebänderte Hainbuchen-Milchling ist mit dem Hasel-Milchling nahe verwandt. Daher wurden die beiden Arten in der Vergangenheit häufig synonymisiert, das heißt als artgleich angesehen.

## Bedeutung
Der Gebänderte Hainbuchen-Milchling gilt als ungenießbar.